# Derrick Borte
Derrick Stacey Borte (Frankfurt am Main, 7 december 1967) is een in Duitsland geboren Amerikaanse filmmaker die bekend staat om de tragikomedie The Joneses (2009), die hij schreef, regisseerde en produceerde. De film was zijn regiedebuut.

## Levensloop
Borte werd geboren in de Duitse stad Frankfurt am Main, als zoon van Donald en Susan Borte. Op jonge leeftijd verhuisde hij met het gezin naar Norfolk in de Amerikaanse staat Virginia. Borte verhuisde later naar Virginia Beach, waar hij in 1985 afstudeerde aan de First Colonial High School. Hij studeerde af aan de Old Dominion University (ODU) met een Bachelor of Fine Arts in de schilderkunst en verhuisde in 1991 naar Los Angeles, waar hij zijn werk begon te verkopen in een vooraanstaande kunstgalerie. Hij deed ook grafisch ontwerp voor surfbedrijven zoals Billabong, Gotcha en Rip Curl.
In 1992 verhuisde Borte terug naar het oosten, naar New York, waar hij naar de Parsons School of Design ging en afstudeerde met een Master of Arts-graad in mediastudies. Hij kwam bij de productiestaf van Sony Music Studios, waar zijn achtergrond in de beeldende kunst evolueerde met zijn indoctrinatie naar film en video, werken aan MTV Unplugged en muziekvideo's. In 1996, na zijn afstuderen aan Parsons, kreeg hij een baan bij WAVY-TV 10 en keerde terug naar Virginia Beach. Hij werkte als tv-verslaggever en concentreerde zich voornamelijk op kenmerken van menselijke interesse.
In 1998 stopte hij met het station en begon hij zijn eigen bedrijf met het maken van commercials, uiteindelijk werkte hij samen met Carol Norris in een marketing- en reclamebureau, Brite Brand Illumination. Borte begon in zijn vrije tijd in de loop van de jaren met het schrijven van filmscripts. Hij nam contact op met Scott Lochmus om de film te helpen produceren. Lochmus had Borte in de jaren negentig bij Sony ingehuurd. De twee begonnen uiteindelijk hun eigen productiebedrijf, Storyland Pictures. In 2010 schreef, produceerde en regisseerde hij zijn eerste film The Joneses, met in de hoofdrol Demi Moore en David Duchovny.
Borte werd in 2010 genomineerd op het Filmfestival van Deauville in de categorie de grote speciale prijs met de film The Joneses en in 2013 op het Internationaal filmfestival van Oldenburg in de categorie Duitse onafhankelijkheidsprijs - Publieksprijs met de film Dark Around the Stars.

## Filmografie
| Jaar | Titel                 | Regie | Scenario | Producent  |
| ---- | --------------------- | ----- | -------- | ---------- |
| 2009 | The Joneses           |       |          |            |
| 2013 | Dark Around the Stars |       |          | Uitvoerend |
| 2015 | H8RZ                  |       |          |            |
| 2016 | London Town           |       |          |            |
| 2018 | American Dreamer      |       |          |            |
| 2020 | Unhinged              |       |          |            |